# Nagy Imre (színművész, 1837–1916)
Dálnoki Nagy Imre (Nagyvárad, 1837. november 4. – Alsódabas, 1916. szeptember 9.) színész.

## Életútja
Nagy István és Kis Sára fiaként született. 1860. február 20-án lépett színpadra Molnár György társulatánál. Mint epizodista igen kiválónak bizonyult. Működésének főideje arra a korszakra esik, amikor a magyar színészet különösen vidéken még a kezdet nehézségeivel küszködött. 1898. január 1-jén vonult nyugdíjba. 1916-ban hunyt el agyszélhűdés következtében. Az Ujság 1916. szeptember 10-i számában megjelent nekrológja úgy jellemzi, hogy „A régi úttörő gárdához tartozott s mindig becsülettel megállotta helyét bárhová is állították.” Halálának hírére az Országos Színészegyesület palotájára kitűzték a gyászlobogót.
Felesége Greskovits Fanni (Franciska) színésznő volt (Eger?, 1843 – 1916 után), aki 1864-ben lépett színpadra Latabár Endrénél. 1867. március 5-én Kassán kötöttek házasságot a római katolikus templomban.
Öt fia is színész lett, többek között Nagy Dezső, Nagy Gyula és Nagy Miklós (Pécs, 1882. március 3. – Kolozsvár, 1913. március 7.) is. 